# Corendon Airlines Europe
Corendon Airlines Europe (eigentlich Touristic Aviation Services Ltd.) ist eine maltesische Ferienfluggesellschaft mit Sitz in Luqa und Basis auf dem Flughafen Malta. Sie ist eine Schwestergesellschaft der türkischen Corendon Airlines und der niederländischen Corendon Dutch Airlines.

## Geschichte
Corendon Airlines Europe wurde im Februar 2017 als Tochtergesellschaft der Corendon-Gruppe in Birkirkara gegründet und führte am 26. Mai 2017 ihren ersten Flug von Malta nach Neapel durch. Alleiniger Anteilseigner des Unternehmens ist die AY Malta Holding Ltd., deren Anteilseigner wiederum die E. Uslu Holding B.V. und die Y. Karaer Holding B.V. sind. Erol (genannt Atılay) Uslu und Yildiray Karaer sind zugleich die beiden Gründer des Corendon-Mutterkonzerns. Corendon Airlines Europe tauchte 2017 in Veröffentlichungen im Rahmen der Paradise Papers auf. Im Juni 2020 wurde der Sitz des Unternehmens an den Flughafen in Luqa verlegt. 
Im April 2023 wurde öffentlich bekannt, dass sich Corendon Airlines in finanziellen Schwierigkeiten befindet. Unter anderem schuldet die Fluggesellschaft dem deutschen Staat eine Summe von rund 6 Millionen Euro, da diese über einen längeren Zeitraum keine Luftverkehrsabgabe entrichtet hatte. Da Corendon Airlines keine eigenen Flugzeuge besitzt, wurden im Dezember 2022 vom Hauptzollamt Gießen Pfändungsbeschlüsse an deutsche Reiseveranstalter geschickt, sodass diese alle Forderungen der Fluggesellschaft an das Hauptzollamt überweisen müssen, bis die Steuerschuld beglichen worden ist.

## Flugziele
Corendon Airlines Europe fliegt neben dem Linienflügen von u. a. ihren deutschen Basen in Düsseldorf, Hannover, Köln und Nürnberg aus touristische Ziele, vor allem in Griechenland, Spanien, Ägypten und Israel an.

## Flotte
Mit Stand April 2025 besteht die Flotte der Corendon Airlines Europe aus 13 Flugzeugen mit einem Durchschnittsalter von 13,5 Jahren:
| Flugzeugtyp    | Anzahl | bestellt | Anmerkungen                               | Sitzplätze | Durchschnittsalter |
| -------------- | ------ | -------- | ----------------------------------------- | ---------- | ------------------ |
| Boeing 737-800 | 14     | -        | eine inaktiv; eine betrieben für SpiceJet | 189        | 13,5 Jahre         |
| Gesamt         | 14     | -        |                                           |            | 13,0 Jahre         |

### Aktuelle Sonderbemalungen
| Flugzeugtyp    | Luftfahrzeugkennzeichen | Bemalung    | Zeitraum      | Bild |
| -------------- | ----------------------- | ----------- | ------------- | ---- |
| Boeing 737-800 | 9H-CXG                  | „Hull City“ | seit Mai 2022 |      |

### Ehemalige Sonderbemalungen
| Flugzeugtyp    | Luftfahrzeugkennzeichen | Bemalung         | Zeitraum                 | Bild |
| -------------- | ----------------------- | ---------------- | ------------------------ | ---- |
| Boeing 737-800 | 9H-CXA                  | „1. FC Nürnberg“ | Juli 2020 bis April 2025 |      |

## Zwischenfälle
Am 1. Oktober 2021 kam es an Bord der Boeing 737-800 mit dem Kennzeichen 9H-TJE auf Flug XR1050 vom Flughafen Köln/Bonn zur Insel Rhodos zu mehreren medizinischen Notfällen, bei denen Passagiere ohnmächtig wurden. An Bord anwesende Helfer und Besatzungsmitglieder kamen zur Hilfe. Nach Zeugenaussagen brach Panik aus. Obwohl die medizinischen Notfälle bereits kurz nach dem Start begannen, wurde der Flug nicht unterbrochen. Der Vorfall wird von der maltesischen Flugsicherheitsbehörde untersucht.
Am 12. Juni 2022 musste dasselbe Flugzeug auf Flug XR2271 von Nürnberg nach Palma de Mallorca in Basel notlanden, da es in der Kabine zu einem Druckabfall gekommen war. 37 von 203 Passagieren wurden mit Verdacht auf Trommelfellverletzungen untersucht und zum Teil in Krankenhäuser eingeliefert.